# Universitaire Faculteiten Sint-Ignatius Antwerpen
De Ufsia (Universitaire Faculteiten Sint-Ignatius Antwerpen) was van 1965 tot 2003 een Belgische universiteit. In 2003 ging ze op in de Universiteit Antwerpen.

## Geschiedenis
De Ufsia werd in 1965 opgericht door de omvorming van de Sint-Ignatius Handelshogeschool in een universiteit.
In 1852 stichtten de paters van de Sociëteit van Jezus (beter bekend als jezuïeten) het Sint-Ignatiusinstituut, dat middelbaar onderwijs aanbood. Ze vonden hiervoor onderdak in het historische stadspaleis "Hof van Liere". Het oudste deel van het gebouw dateert uit de 16e eeuw. In 1902 startte men op dezelfde locatie met hoger onderwijs onder de naam École supérieure de Commerce. Later groeide het instituut uit tot Sint-Ignatius Handelshogeschool die in 1959 werd uitgebreid met de faculteiten Wijsbegeerte en Letteren (inclusief Rechten) en Politieke en Sociale Wetenschappen. Vanaf 1965 werden er "universitaire" diploma's uitgereikt. Voordien dienden de examens te worden afgelegd bij de Centrale Examenjury in Brussel. Aangezien er voor de faculteiten wijsbegeerte en Letteren alleen op het niveau van de kandidaturen werd lesgegeven, waren de programma's afgestemd op het verderzetten van de studies op licentiaatsniveau aan de Katholieke Universiteit Leuven. Met deze instelling werd trouwens nauw samengewerkt, onder meer door uitwisseling van professoren. Door deze "spreiding van de kandidaturen" wilde men de achterstand die in Vlaanderen bestond op het vlak van universitair onderwijs wegwerken en het onderwijs democratiseren.
Van 1979 tot 2003 vormde de Ufsia samen met het Rijksuniversitair Centrum Antwerpen (RUCA) en de Universitaire Instelling Antwerpen (UIA) de Universiteit Antwerpen, een confederatie van de drie Antwerpse universitaire instellingen.
Op 1 oktober 2003 werden de drie universitaire instellingen samengevoegd tot de Universiteit Antwerpen. De gebouwen van de Ufsia-campus werden toen herdoopt in Stadscampus.
Leden van de Sociëteit van Jezus en van de vroegere UFSIA richtten een nieuw academisch centrum in dat de traditie van Ufsia verderzet, zonder zelf een universiteit te zijn: het Universitair Centrum Sint-Ignatius Antwerpen (UCSIA vzw). Het is een onafhankelijke vereniging zonder winstgevend doel die opgericht werd met het doel in de Antwerpse regio de traditie verder te zetten van een Jezuïtisch universitair project dat is  toegespitst op thema's die bijzonder gestalte geven aan de christelijke levensvisie en op die manier dienstig is aan het geloof en cultuur en bijdraagt tot een rechtvaardiger samenleving.
De Ufsia ontleende haar naam aan Ignatius van Loyola, de stichter van de jezuïetenorde.

## Faculteiten en onderwijsaanbod
De Ufsia omvatte vier faculteiten van de humane wetenschappen: 
- Wijsbegeerte en Letteren (Germaanse, Romaanse en klassieke filologie, wijsbegeerte en geschiedenis),
- Rechtsgeleerdheid (Rechten),
- Politieke en Sociale Wetenschappen (Politieke en sociale wetenschappen) en
- Toegepaste Economische Wetenschappen (Richtingen toegepaste economische wetenschappen)

De faculteit TEW mocht de diploma's van kandidaat, licentiaat, handelsingenieur en doctor uitreiken. De andere faculteiten mochten enkel de kandidaturen organiseren. Behalve voor klassieke filologie, rechten, wijsbegeerte en geschiedenis konden de studenten sinds 1971 hun studies afronden aan de UIA.

## Rectoren
- Paul Hessels, s.J. (Vanaf 1852)
- Franciscus De Cleyn: 1901-02 t/m 1907-08 (7 jaar)
- Leo Serigiers: 1908-09 t/m 1910-11 (3 jaar)
- Franciscus De Cleyn: 1911-12 t/m 1918-19 (8 jaar)
- Carolus Lambo: 1919-20 t/m 1924-25 (6 jaar)
- Edgarus Joliet: 1925-26 t/m 1931-32 (7 jaar)
- Ludovicus Leclef: 1932-33 t/m 1934-35 (3 jaar)
- Ferdinandus Willaert: 1935-36 t/m 1940-41 (6 jaar)
- Albertus Kruyfhooft: 1941-42 t/m 1943-44 (3 jaar)
- Ferdinandus Willaert: 1944-45 t/m 1946-47 (3 jaar)
- Iulius Van Dommelen: 1947-48 t/m 1951-52 (5 jaar)
- Adrianus Taymans: 1952-53 t/m 1953-54 (2 jaar)
- Paulus Croonenberghs: 1954-55 t/m 1957-58 (4 jaar)
- Iosephus De Munter: 1957-58 t/m 1959-60 (3 jaar)
- Etienne Dhanis, s.J.: 1960-61 t/m 1974-75 (15 jaar)
- Louis Bruyns; s.J.: 1975-76 t/m 1983-84 (8 jaar)
- Louis Van Bladel, s.J.: 1984-85 t/m 1987-88 (4 jaar)
- Jean Van Houtte: 1988-89 t/m 1994-95 (7 jaar)
- Carl Reyns: 1995-96 t/m 2002-2003 (8 jaar)

## Bekende docenten
- Lode Aerts
- Jozef Boets
- Jacques Claes
- René Felix Lissens
- Wim Moesen
- Lieven Rens
- Ludo Simons
- Libert Vander Kerken
- Karel Van Isacker
- Fernand Van Neste
- Jozef Verschueren